# Claudia Bokel
Claudia Bokel (Ter Apel, 30 augustus 1973) is een Nederlandse sportbestuurder en een Nederlands-Duits voormalig schermster. Ze is gespecialiseerd in de degen. Ze nam namens Duitsland driemaal deel aan de Olympische Spelen en won hierbij in totaal één zilveren medaille. Vanaf 2008 tot en met 2016 was Bokel lid van het IOC, van 2012 tot 2016 als Voorzitter van de IOC atletencommissie als lid van de IOC Executive Board.
Bokel, dochter van een Duitse vader en een Nederlandse moeder, leerde schermen bij de schermvereniging in haar geboorteplaats. In 1992 werd ze wereldjuniorenkampioen op het onderdeel degen. Bij de senioren won ze de wereldtitel in 2001. Als lid van de Duitse ploeg behaalde ze meerdere zilveren medailles op wereldkampioenschappen en een zilveren medaille op de Olympische Spelen van Athene.
Tijdens de Olympische Spelen van Peking stelde Bokel zich kandidaat voor een van de plaatsen in het IOC die door de atleten aangewezen mogen worden. Als vertegenwoordiger van een kleinere sport voerde zij een goede campagne en werd vrij verrassend tot lid gekozen. Ze werd de eerste vrouwelijke voorzitter van de atletencommissie en werd in die hoedanigheid in 2014 herkozen. Daarvoor was ze al voorzitter van de atletencommissie van het Europees Olympisch Comité geweest.
Bokel werd in Nederland geboren en doorliep vanaf haar 16e het scherminternaat in Bonn waar ze ook haar gymnasiumdiploma aan het Friedrich-Ebert-Gymnasium behaalde. Ook heeft ze een Nederlands vwo-diploma door middel van een staatsexamen gehaald. Haar masterdiploma als afsluiting van de studie scheikunde is van de Radboud Universiteit in Nijmegen. Ze liep stage bij het dopinglaboratorium in Keulen en heeft voor de Fortune Global 500 bedrijven Bayer (Duitsland) en de Adecco groep (Zwitserland) gewerkt.
Na het beëindigen van haar IOC lidmaatschap in 2016 woont Bokel weer in de omgeving van Nijmegen en is ze sinds 2019 strategisch adviseur van de Nederlandse Sportraad. Sinds 2021 werkt ze als strategisch beleidsadviseur bij de gemeente Dordrecht en is ze Commissaris bij FC Emmen en Sportbedrijf Rotterdam. Bokel is ook bestuurder bij de Nederlandse Schermbond KNAS. 
Bokel is trots op haar dubbele nationaliteit en werd in 2018 genoemd als mogelijk opvolger van Camiel Eurlings als lid van het Internationaal Olympisch Comité.
Bokel is als professor Olympic Education verbonden aan de sportacademie in Belgrado, waarvan zij in 2017 een eredoctoraat ontving. Met de non-profit organisatie C&E Sport & Education zet Claudia zich in voor sport en educatie, onder andere met een project tegen racisme. Op Europees niveau is Claudia lid van de High Level Group on Gender Equality in Sports van de Europese Commissie.

## Erelijst
- Wereldkampioen junioren: 1992, 1993 (individueel)
- Europees kampioen: 1998 (team), 2006 (individueel)
- Wereldbeker: 1998 (individueel en team)
- Wereldkampioen: 2001 (individueel)
- Olympische Spelen: 2004 (team)

## Onderscheidingen
- Erelid SVTA
- Schermer van het jaar
- Erenaald Rheinischer Fechterbund
- Silbernes Lorbeerblatt
- EOC Award
- ANOCA Award
- Eredoctoraat Sportacademie Belgrado
- Erenaald DOSB